# Michal Pittr
Michal Pittr (* 27. ledna 2003) je český lední hokejista hrající na postu brankáře.

## Život
S ledním hokejem začal v Praze, v tamním klubu Slavia. Postupně prošel jejími výběry do šestnácti, sedmnácti a devatenácti let. Během ročníku 2019/2020 odehrál za juniory Slavie celkem deset utkání na DHL Cupu a od ročníku 2020/2021 už patřil do juniorského kádru Slavie. Prvně mezi muže tohoto celku se v soutěžním utkání postavil během ročníku 2021/2022, kdy 6. října 2021 v zápase na ledě Vsetína po čtvrté obdržené brance vystřídal Martina Michajlova. Inkasoval jednu branku a Pittrův tým nakonec prohrál v poměru 0:5.